# As-Sumajrijja
As-Sumajrijja (arab. السميرية) – nieistniejąca już arabska wieś, która była położona w Dystrykcie Akka w Mandacie Palestyny. Wieś została wyludniona i zniszczona podczas wojny domowej w Mandacie Palestyny, po ataku sił żydowskiej Hagany w dniu 14 maja 1948 roku.

## Położenie
As-Sumajrijja leżała w północnej części równiny przybrzeżnej Izraela. Wieś była położona na wysokości 25 metrów n.p.m., w odległości 6 kilometrów na północ od miasta Akka. Według danych z 1945 do wsi należały ziemie o powierzchni 854,2 ha. We wsi mieszkało wówczas 760 osób.
| własność gruntów | powierzchnia gruntów (hektary) |
| ---------------- | ------------------------------ |
| Arabowie         | 793,5                          |
| Żydzi            | -                              |
| publiczne        | 60,7                           |
| Razem            | 854,2                          |

| Rodzaj użytkowanych gruntów | Arabowie (hektary) |
| --------------------------- | ------------------ |
| uprawy nawadniane           | 35,4               |
| uprawy zbóż                 | 687                |
| uprawa oliwek               | 20                 |
| uprawa cytrusów             | 63,2               |
| zabudowane                  | 28                 |
| nieużytki                   | 65,8               |

## Historia

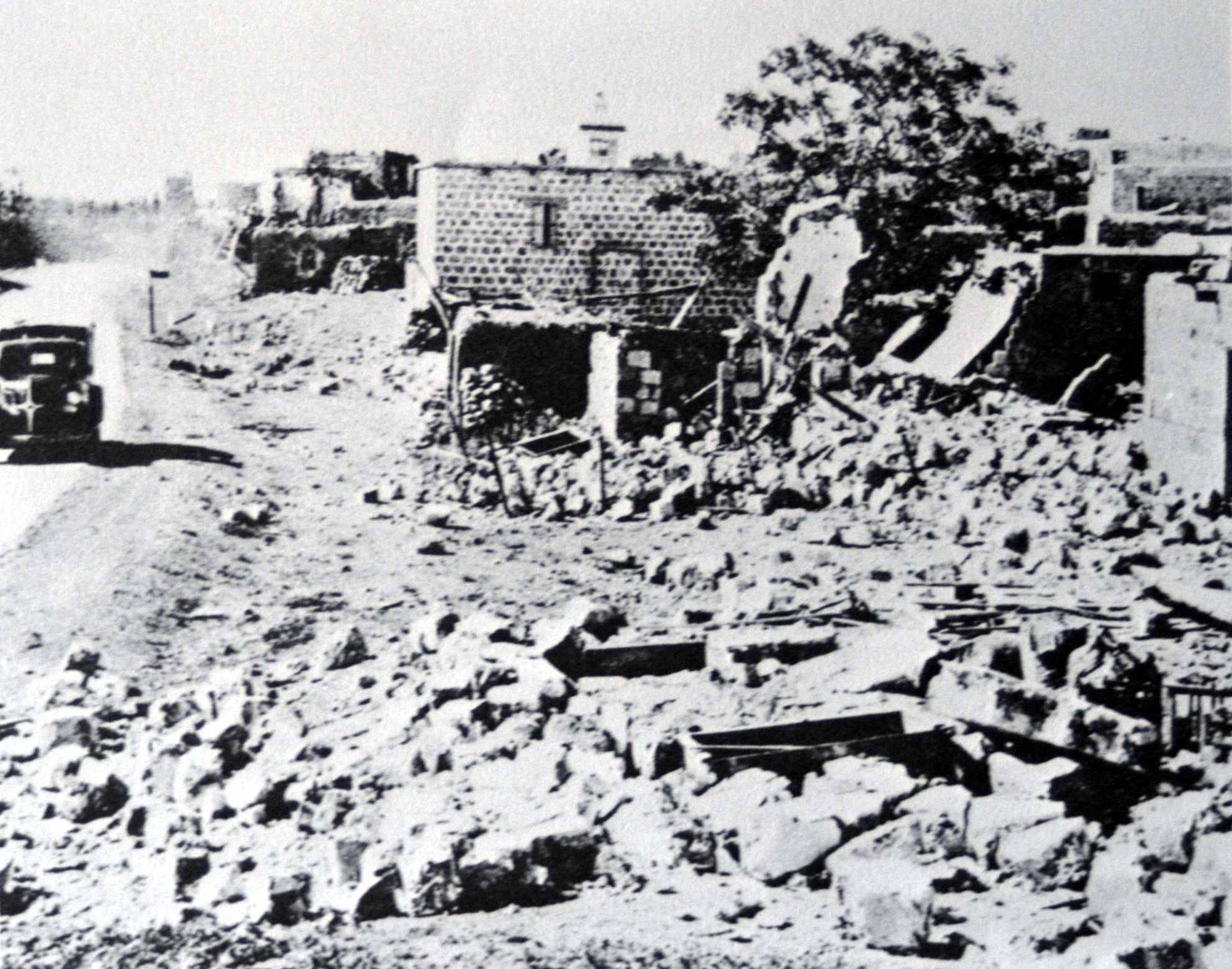
Zniszczona wieś As-Sumajrijja w 1948 r.

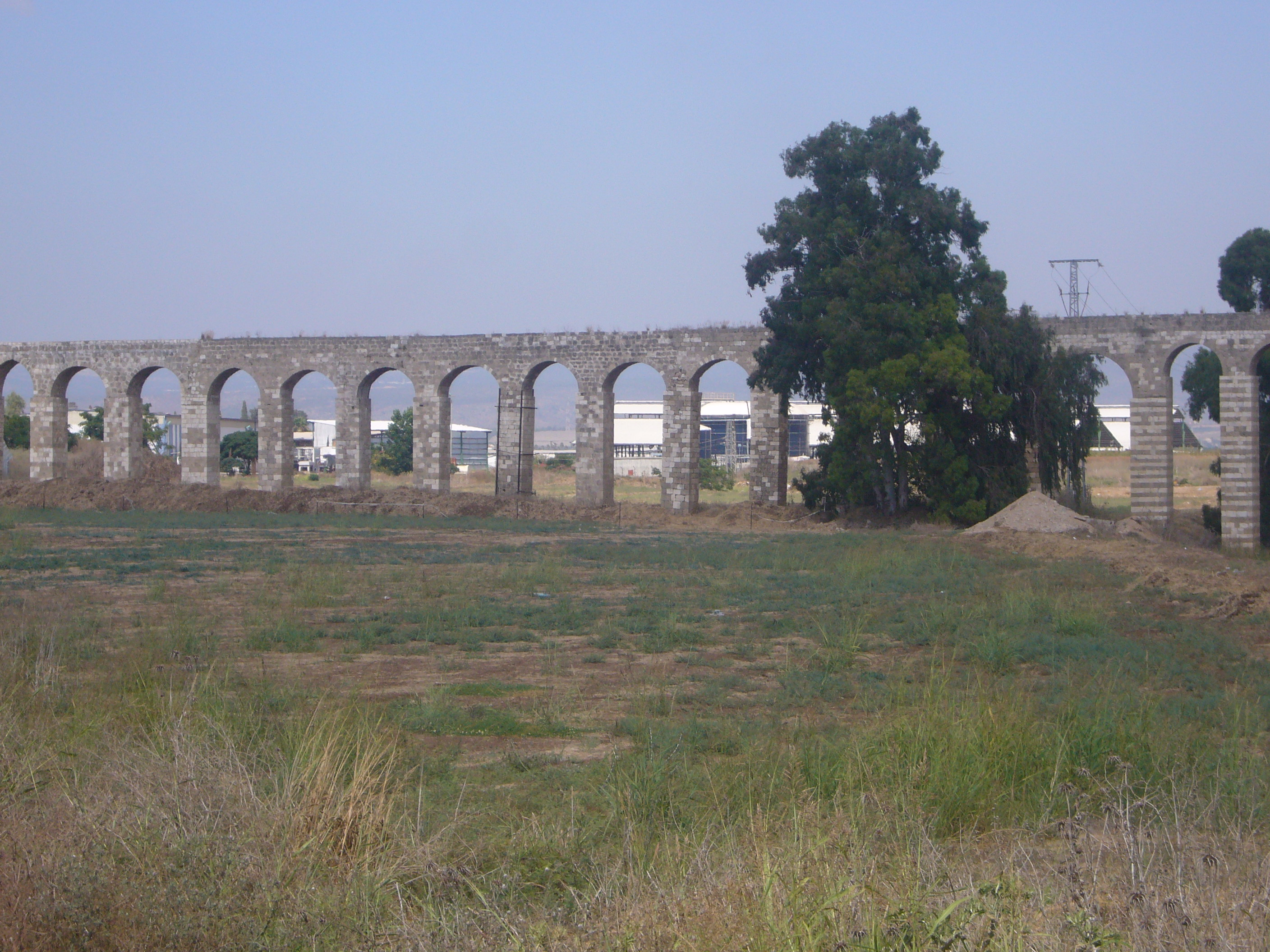
Akwedukt dostarczający wodę do miasta Akka

Nie jest znana dokładna data założenia wioski As-Sumajrijja. Prawdopodobnie jej nazwa pochodzi od Samarytan, którzy mieli zamieszkiwać w tym obszarze. W XVIII wieku zostali oni jednak wydaleni przez Turków do miasta Nablus. Krzyżowcy nazywali wieś Someleria. Pod koniec XVIII wieku Dżazzar Pasza wybudował przy wiosce akwedukt dostarczający wodę do odległego o 6 km miasta Akka. W 1814 roku jego syn, Suleiman, całkowicie przebudował akwedukt. W 1881 roku wieś została opisana jako niewielka wieś z domami z kamieni i gliny, z około 200 muzułmańskimi mieszkańcami. Wieś była położona na równinie i otoczona kilkoma kępami drzew oliwnych i fig, oraz polami uprawnymi. Przy wiosce znajdował się akwedukt. W wyniku I wojny światowej cała Palestyna przeszła pod panowanie Brytyjczyków, którzy utworzyli Mandat Palestyny. W 1943 roku we wsi powstała szkoła podstawowa dla chłopców. Był tu także meczet.

Przyjęta 29 listopada 1947 roku Rezolucja Zgromadzenia Ogólnego ONZ nr 181 przyznała te tereny państwu arabskiemu. Podczas wojny domowej w Mandacie Palestyny na początku 1948 roku w okolicy tej stacjonowały siły Arabskiej Armii Wyzwoleńczej. W ostatnich dniach przed proklamacją niepodległości Izraela żydowska organizacja paramilitarna Hagana przeprowadziła operację „Ben-Ami”, w trakcie której 14 maja 1948 roku Izraelczycy zajęli wieś As-Sumajrijja. Wszystkich mieszkańców wysiedlono, a następnie wyburzono jej domy.

## Miejsce obecnie
Na terenie wioski As-Sumajrijja powstały kibuce Lochame ha-Geta’ot i Szamerat, oraz moszaw Regba. Palestyński historyk Walid Chalidi, tak opisał pozostałości wioski As-Sumajrijja: „Z As-Sumajrijji pozostało jedno pomieszczenie meczetu, fragmenty budynku, szczątki ścian i łuków zniszczonych domów oraz groby. Pozostała część meczetu to płaski kamienny budynek z płaskim dachem, który jest utrzymywany przez dźwigary i belki”.